# Akira Kurosawa
Akira Kurosawa (黒澤明?, 黒沢明?; Tokyo, 23 marzo 1910 – Tokyo, 6 settembre 1998) è stato un regista, sceneggiatore, montatore, produttore cinematografico e scrittore giapponese, considerato tra i maggiori cineasti della storia del cinema.

Firma di Akira Kurosawa

Ha ottenuto tra i vari premi ricevuti il Leone d'oro alla Mostra del Cinema di Venezia nel 1951, la Palma d'oro al Festival di Cannes nel 1980, il Leone d'oro alla carriera alla Mostra del cinema di Venezia nel 1982 e l'Oscar alla carriera nel 1990.

## Biografia

### Formazione (1910-1936)
Akira Kurosawa nacque il 23 marzo 1910 a Ōimachi, nel distretto Ōmori di Tokyo, ultimo di otto fratelli concepiti da Shima (1870-1952), proveniente da una famiglia di mercanti di Osaka, e Isamu (1864-1948), discendente di una nobile famiglia della prefettura di Akita che annoverava fra gli antenati il celebre samurai Sadatō Abe (1015-1062); fu tra i primi laureati dell'Accademia Imperiale Toyama e un apprezzatissimo insegnante di arti marziali.
Il regista nella sua autobiografia ricorda l'influenza che il padre esercitò su di lui: oltre a promuovere l'esercizio fisico - Akira era il capitano del club di kendo della sua scuola - Isamu Kurosawa era aperto alle tradizioni occidentali, considerava il teatro e il cinema educativamente preziosi e Akira vide i suoi primi film all'età di sei anni. Grazie a un insegnante di scuola elementare, il signor Tachikawa, fu incoraggiato nella passione per il disegno. Alla scuola elementare incontra anche un amico che gli sarà caro per tutta la vita, Keinosuke Uegasa, che diventerà scrittore e collaborerà ad alcuni suoi film.
Un altro importante influsso sulla sua formazione lo esercitò Heigo, il fratello più grande di quattro anni. Con lui scoprì il piacere di discutere di letteratura e l'amore per i grandi classici giapponesi ma anche occidentali come Shakespeare e Dostoevskij. All'inizio degli anni Venti Heigo trovò lavoro come Benshi nelle sale cinematografiche di Tokyo. Akira inizierà a formarsi una eccellente cultura cinematografica vedendo tutti i film importanti segnalatigli dal fratello. Ma l'avvento del cinema sonoro mise in crisi il lavoro di commentatore dei film muti e Heigo si suicidò nel 1933 all'età di ventotto anni.

### Assistente regista (1936-1942)

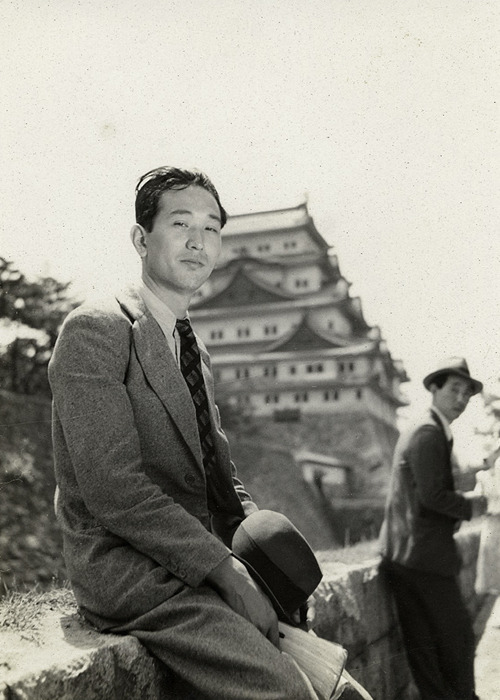
Akira Kurosawa (a sinistra) nel 1937 durante le riprese del film Valanga (雪崩, Nadare), diretto da Mikio Naruse (a destra) per il quale nell'occasione fu assistente alla regia.

Nel 1935, Akira che ormai cominciava a pensare di non avere futuro come pittore, lesse sul giornale che lo studio cinematografico Photo Chemical Laboratories, noto come P.C.L. (che in seguito divenne il grande studio Toho), assumeva assistenti alla regia. Partecipò alle prove e fu assunto. Durante i suoi cinque anni come aiuto regista, lavorò con numerosi registi, ma la figura di gran lunga più importante per lo sviluppo del suo talento fu Kajirō Yamamoto. Dei suoi 24 film come assistente, 17 furono di Yamamoto che lo promosse da terzo assistente alla regia a vicedirettore dopo un anno. L'ultimo film in cui Kurosawa fu assistente di Yamamoto fu Horse (Uma, 1941).
Yamamoto disse a Kurosawa che un buon regista doveva padroneggiare la sceneggiatura e Kurosawa si rese presto conto che i potenziali guadagni dalle sue sceneggiature erano molto più alti di quelli che gli venivano pagati come aiuto regista. In seguito scrisse le sceneggiature di quasi tutti i suoi film e spesso fornì sceneggiature ad altri registi.

### Primi film fino al successo internazionale (1942-1951)

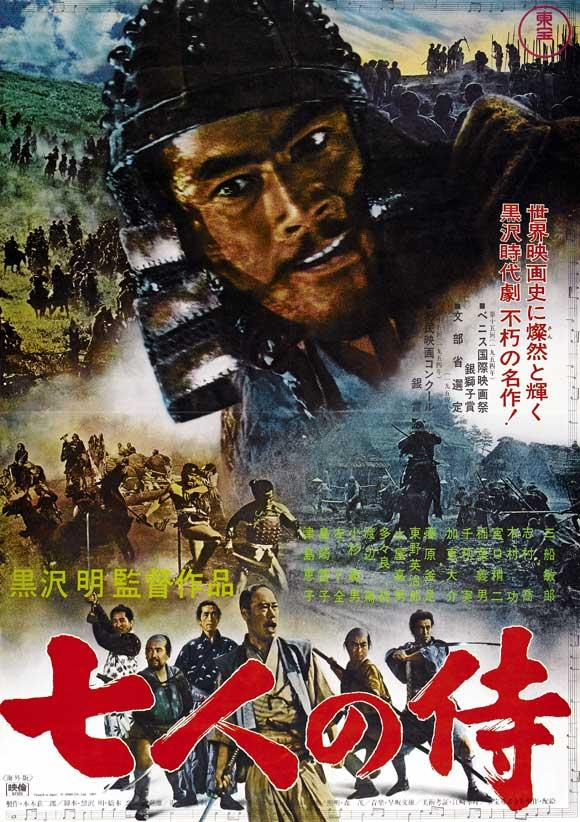
Locandina del film I sette samurai del 1954, uno dei film più noti del regista

Kurosawa cercò una storia adatta ad avviare la sua carriera da regista. Verso la fine del 1942, circa un anno dopo l'attacco giapponese a Pearl Harbor, il romanziere Tsuneo Tomita pubblicò il suo romanzo di judo ispirato a Musashi Miyamoto, Kurosawa convinse la Toho di assicurarsi i diritti del film e iniziò le riprese. La produzione procedette senza intoppi, ma il film incontrò le resistenza dell’ufficio di censura: l'intervento del regista Yasujirō Ozu fu determinante affinché fosse accettato. Sanshiro Sugata fu un successo sia critico che commerciale. Il film successivo ebbe come tema le lavoratrici di guerra: l'attrice che interpretava il capo delle operaie della fabbrica, Yōko Yaguchi divenne la moglie del regista nel 1945. Poco prima del matrimonio, Kurosawa fu convinto dallo studio a dirigere un sequel del suo film d'esordio,  Sanshiro Sugata Parte II. Dopo la guerra il primo film realizzato Non rimpiango la mia giovinezza (1946), Il successivo, Una meravigliosa domenica , fu presentato per la prima volta nel luglio del 1947 ed ebbe recensioni contrastanti. Fu la prima collaborazione con l’attore Toshirō Mifune. L'angelo ubriaco è considerato il primo grande lavoro del regista.
Kurosawa, con il produttore Sōjirō Motoki e i colleghi registi e amici Kajiro Yamamoto, Mikio Naruse e Senkichi Taniguchi, formarono una nuova unità di produzione indipendente chiamata Film Art Association (Eiga Geijutsu Kyōkai). Per il primo film per gli studi Daiei, Kurosawa scelse una commedia contemporanea di Kazuo Kikuta e, insieme a Taniguchi, l'adattò per lo schermo, Il duello silenzioso. Nelle sale nel marzo del 1949 fu un successo al botteghino. Il suo secondo film del 1949, prodotto anche dalla Film Art Association e distribuito da Shintoho, fu Cane randagio, un film poliziesco. Fu la prima collaborazione del regista con lo sceneggiatore Ryuzo Kikushima, che in seguito avrebbe contribuito alla sceneggiatura di altri otto film di Kurosawa. Scandalo (Shubun) uscì nell'aprile del 1950. Kurosawa fu avvicinato dagli studi di Daiei per fare un altro film per loro. Le riprese di Rashomon iniziarono il 7 luglio 1950 e, dopo un lungo lavoro di localizzazione nella foresta vergine di Nara, terminarono il 17 agosto. il film finito fu presentato per la prima volta al Teatro Imperiale di Tokyo il 25 agosto. Il film in Giappone fu accolto da recensioni tiepide, ma ottenne il Leone d'oro alla mostra cinematografica di Venezia.
(Akira Kurosawa, L'ultimo samurai, p.247)

### Produzione cinematografica (1951-1970)
(Koichi Yamada, L'Empereur: entrétiens avec Kurosawa Akira (Intervista ad Akira Kurosawa), in Cahiers du Cinéma, n. 182, settembre 1966, pp. 34-42)

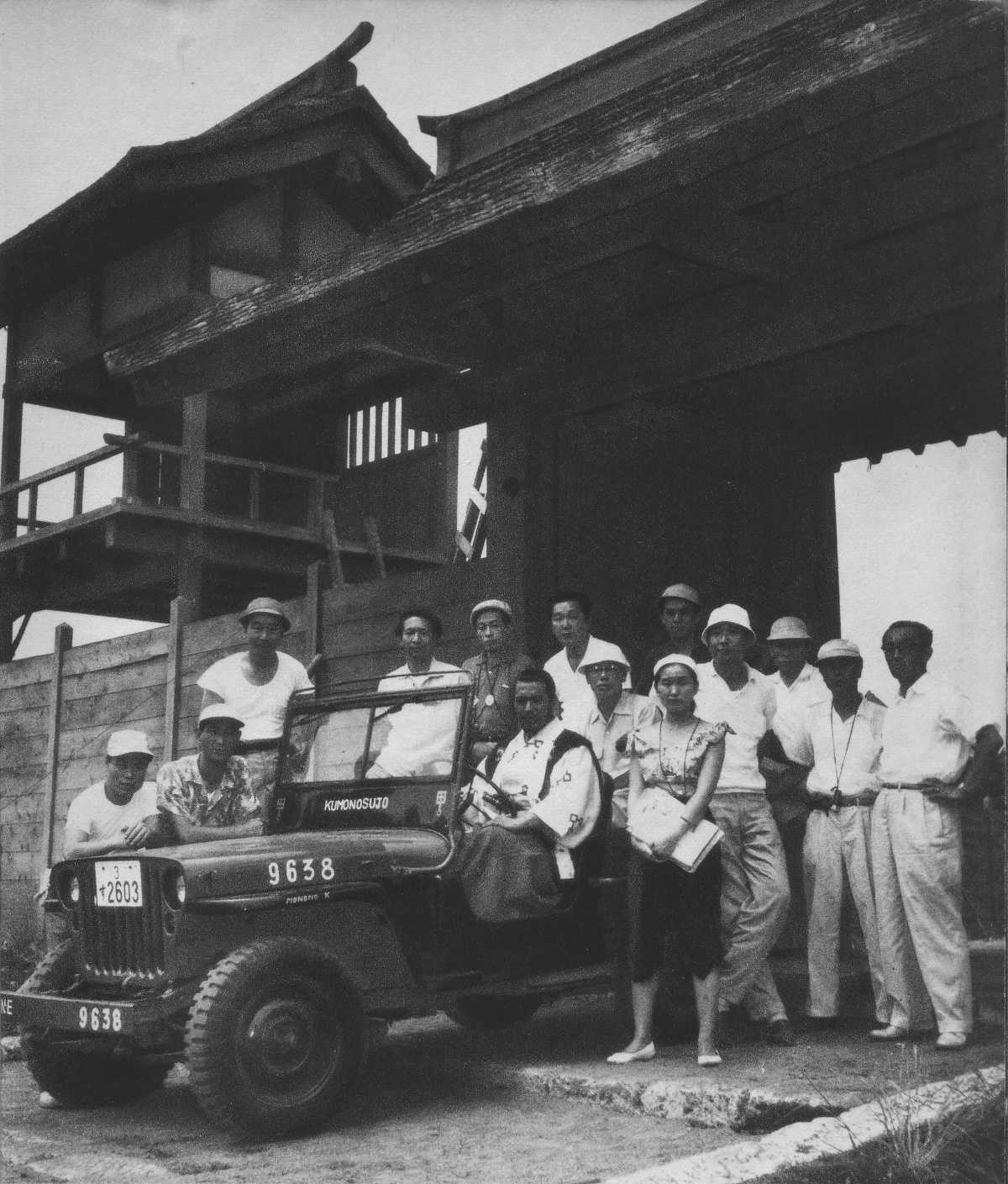
Kurosawa insieme al cast sul set del film Il trono di sangue

Infatti nella produzione del regista si alternano film moderni e film in costume. Dopo aver girato L'idiota e Vivere torna ad esplorare i secoli bui del medioevo giapponese e nel 1954 gira quello che può essere considerato il suo capolavoro epico I sette samurai. Diresse anche molti adattamenti di classici della letteratura occidentale, come già L'idiota, tratto dall'omonimo romanzo di Dostoevskij, I bassifondi, tratto dal dramma omonimo di Maksim Gor'kij, Anatomia di un rapimento da Due colpi in uno di Ed McBain e Il trono di sangue, rivisitazione di Macbeth di Shakespeare. 
Nel 1970, insieme a Masaki Kobayashi, Kon Ichikawa e Keisuke Kinoshita, fondò la casa di produzione indipendente Yonki-no-Kai. L'unico film prodotto dalla società fu Dodes'ka-den, film a episodi incentrati sui disadattati e gli emarginati della società giapponese, che non fu apprezzato.

### Ultima stagione (1975-1998)
Dopo l'insuccesso di Dodes'ka-den e il tentativo fallito di lavorare su un progetto di Hollywood, Tora! Tora! Tora! durante il quale la 20th Century Fox lo rimpiazzò con Kinji Fukasaku, Kurosawa attraversò un periodo di profonda depressione, che lo indusse a tentare il suicidio. Riuscì ad uscirne grazie alla proposta ricevuta nel 1972 dal regista russo Sergej Gerasimov di girare un film in Unione Sovietica. Fu così che nacque l'idea per Dersu Uzala, ambientato in Siberia nei primi anni del XX secolo. Seguirà Kagemusha - L'ombra del guerriero (coprodotto da Francis Ford Coppola e George Lucas), il sosia di un nobile medievale che prenderà possesso della sua identità, che si aggiudicò la Palma d'oro ex aequo con All That Jazz - Lo spettacolo comincia; Ran, prodotto con la Francia, che divenne un vero e proprio successo internazionale. Gli ultimi film del regista sono opere intime, familiari, spesso autobiografiche: Sogni, Rapsodia in agosto e Madadayo - Il compleanno.
Kurosawa continuò a scrivere e dirigere film fino alla sua scomparsa, avvenuta nel 1998.
La sua tomba si trova a Kamakura presso il cimitero del tempio buddista An'yō-in.

## Oriente e Occidente
Carattere peculiare della poetica di Kurosawa è la convivenza tra la tradizione culturale giapponese e l'influenza della cultura occidentale:
- Tradizione culturale giapponese: tutta l'educazione di Kurosawa avviene nell'ambito della cultura giapponese, la sua famiglia discende da antichi samurai e il padre, severo custode del galateo dei samurai,[13] ne trasmette al figlio valori e etica. Frequenta la scuola di kendo divenendo molto bravo; da bambino assiste spesso e con grande interesse agli spettacoli teatrali dei cantastorie e più grande quelli del teatro Kabuki e Nō che formano il suo gusto estetico. Legge e conosce in modo approfondito i classici della letteratura e della poesia giapponese.[14]
- Influenza della cultura occidentale: molti suoi film, pur essendo giapponesi nello stile, hanno derivazioni europee e si ispirano a Dostoevskij e a Pirandello, alla tragedia greca e ai dramma shakespeariani; altri nascono in collaborazione con stranieri (Dersu Uzala è una coproduzione nippo-sovietica, Kagemusha e Sogni sono stati realizzati grazie all’intervento del cinema statunitense); nei film in costume l’azione è condotta secondo i ritmi tipici del film d’avventura americano e Kurosawa dichiara più volte di considerare John Ford un grande maestro.[15]

## Influenze su altri registi
La fortezza nascosta ha avuto una notevole influenza su George Lucas per la creazione della saga di Star Wars; I sette samurai fu rielaborato nel western I magnifici sette, mentre La sfida del samurai fornì la base per il primo spaghetti-western di Sergio Leone con Clint Eastwood, Per un pugno di dollari.

## Filmografia

### Regista
- Sanshiro Sugata (1943)
- Lo spirito più elevato (Ichiban utsukushiku) (1944)
- Sanshiro Sugata 2 (1945)
- Gli uomini che mettono il piede sulla coda della tigre (Tora no o wo fumu otokotachi) (1945)
- Asu o tsukuru hitobito (1946)
- Non rimpiango la mia giovinezza (Waga seishun ni kuinashi) (1946)
- Una meravigliosa domenica (Subarashiki nichiyobi) (1947)
- L'angelo ubriaco (Yoidore tenshi) (1948)
- Il duello silenzioso (Shizukanaru ketto) (1949)
- Cane randagio (Nora inu) (1949)
- Scandalo (Shubun) (1950)
- Rashomon (1950)
- L'idiota (Hakuchi) (1951)
- Vivere (Ikiru) (1952)
- I sette samurai (Shichinin no samurai) (1954)
- Testimonianza di un essere vivente (Ikimono no kiroku) (1955)
- Il trono di sangue (Kumonosu-jō) (1957)
- I bassifondi (Donzoko) (1957)
- La fortezza nascosta (Kakushi toride no san-akunin) (1958)
- I cattivi dormono in pace (Warui yatsu hodo yoku nemuru) (1960)
- La sfida del samurai (Yōjinbō) (1961)
- Sanjuro (Tsubaki Sanjūrō) (1962)
- Anatomia di un rapimento (Tengoku to jigoku) (1963)
- Barbarossa (Akahige) (1965)
- Dodes'ka-den (1970)
- Dersu Uzala - Il piccolo uomo delle grandi pianure (Dersu Uzala) (1975)
- Kagemusha - L'ombra del guerriero (Kagemusha) (1980)
- Ran (1985)
- Sogni (Yume) (1990)
- Rapsodia in agosto (Hachi-gatsu no kyōshikyoku) (1991)
- Madadayo - Il compleanno (Madadayo) (1993)

### Sceneggiatore
- Lo spirito più elevato (Ichiban utsukushiku) (1944)
- Gli uomini che mettono il piede sulla coda della tigre (Tora no o wo fumu otokotachi) (1945)
- Non rimpiango la mia giovinezza (Waga seishun ni kuinashi) (1946)
- Una meravigliosa domenica (Subarashiki nichiyobi) (1947)
- L'angelo ubriaco (Yoidore tenshi) (1948)
- Cane randagio (Nora inu) (1949)
- Rashomon (1950)
- L'idiota (Hakuchi) (1951)
- Vivere (Ikiru) (1952)
- I sette samurai (Shichinin no samurai) (1954)
- Testimonianza di un essere vivente (Ikimono no kiroku) (1955)
- Il trono di sangue (Kumonosu-jō) (1957)
- I bassifondi (Donzoko) (1957)
- La fortezza nascosta (Kakushi toride no san-akunin) (1958)
- I cattivi dormono in pace (Warui yatsu hodo yoku nemuru) (1960)
- La sfida del samurai (Yōjinbō) (1961)
- Sanjuro (Tsubaki Sanjūrō) (1962)
- Anatomia di un rapimento (Tengoku to jigoku) (1963)
- Barbarossa (Akahige) (1965)
- Dodes'ka-den (1970)
- Kagemusha - L'ombra del guerriero (Kagemusha) (1980)
- Ran (1985)
- Sogni (Yume) (1990)
- Rapsodia in agosto (Hachi-gatsu no kyōshikyoku) (1991)
- Madadayo - Il compleanno (Madadayo) (1993)

### Produttore
- I cattivi dormono in pace (Warui yatsu hodo yoku nemuru) (1960)
- La sfida del samurai (Yōjinbō) (1961)
- Sanjuro (Tsubaki Sanjūrō) (1962)
- Barbarossa (Akahige) (1965)
- Kagemusha - L'ombra del guerriero (Kagemusha) (1980)

### Montatore
- Rashomon (1950)
- I sette samurai (Shichinin no samurai) (1954)
- Il trono di sangue (Kumonosu-jō) (1957)
- La fortezza nascosta (Kakushi toride no san-akunin) (1958)
- Kagemusha - L'ombra del guerriero (Kagemusha) (1980)
- Ran (1985)

## Riconoscimenti
- Premio Oscar
  - 1986 – Candidatura al miglior regista per Ran
  - 1990 – Oscar onorario

- David di Donatello
  - 1977 – Miglior regista straniero per Dersu Uzala - Il piccolo uomo delle grandi pianure
  - 1981 – Miglior regista straniero per Kagemusha - L'ombra del guerriero
  - 1986 – Miglior regista straniero per Ran

- Festival cinematografico internazionale di Mosca
  - 1975 – Premio FIPRESCI per Dersu Uzala – Il piccolo uomo delle grandi pianure
  - 1975 – Gran Premio per Dersu Uzala – Il piccolo uomo delle grandi pianure

- Festival di Cannes
  - 1980 – Palma d'oro per Kagemusha – L'ombra del guerriero

- Festival internazionale del cinema di Berlino
  - 1959 – Orso d'argento per il miglior regista per La fortezza nascosta

- Mostra internazionale d'arte cinematografica
  - 1951 – Leone d'oro per Rashomon
  - 1954 – Leone d'argento per I sette samurai
  - 1957 – Candidatura al Leone d'oro per Il trono di sangue
  - 1961 – Candidatura al Leone d'oro per La sfida del samurai
  - 1965 – Candidatura al Leone d'oro per Barbarossa
  - 1982 – Leone d'oro alla carriera

- Nastro d'argento
  - 1976 – Regista del miglior film straniero per Dersu Uzala – Il piccolo uomo delle grandi pianure
  - 1980 – Regista del miglior film straniero per Kagemusha – L'ombra del guerriero

## Onorificenze
- People's Honour Award: "Con i suoi numerosi capolavori duraturi, ha lasciato un segno brillante nella storia del cinema mondiale e ha commosso profondamente il popolo giapponese." Giappone, 1998.[18]